# Afonso Lopes de Baião
Afonso Lopes de Baião (c.1210 – 3 de maio de 1280 ou depois de 17 de julho de 1284) foi um rico-homem do Reino de Portugal tendo o seu período de vida, de aproximadamente 70 anos, abrangido os reinados de D. Sancho I de Portugal, D. Afonso II de Portugal e dos irmãos D. Sancho II de Portugal e D. Afonso III de Portugal, ainda sobrevivendo a este último. Foi senhor de Baião e Penaguião, e ainda um trovador português numa fase mais avançada da lírica medieval ibérica, uma vez que parece estrear-se na composição durante a crise política de 1247.

## Primeiros anos
Afonso pertenceu a uma das mais antigas e importantes linhagens portuguesasː a linhagem de Baião, cujo nome provém, como em várias situações, da implantação regional da sua linhagemː o castelo de Baião, na margem direita do Rio Douro. 
Nascido por volta de 1210, era certamente natural de Baião, Penaguião ou Godim, locais onde os seus familiares detinham tenências. Era filho de Lopo Afonso de Baião, filho de Afonso Ermiges de Baião e Teresa Pires I de Bragança, e Aldara Viegas de Alvarenga, filha de Egas Afonso de Ribadouro e da galega Sancha Pais Curvo de Toronho. 
É, dos seus irmãos, o que mais bens possui. Partilha a posse de vários bens com os irmãos, Diogo Lopes, Fernão Lopes, e Sancha Lopes, e ainda outros com os primos, Pedro Ponces, Estevainha Ponces, Sancha Ponces, e Maria Ponces.

## Entre Portugal e Castela
Até 1246, são escassas as notícias sobre este rico-homemː sabe-se que poderia estar em Lamego, onde fez doações ao Mosteiro de Salzedas, mas também pode ter estado fora de Portugal, provavelmente em Castela, pois, entre 1226 e 1234, está presente em Úbeda e Baeza.
Desconhecem-se as razões exatas que levaram à saída do rico-homem de Portugalː poderia ter tentado procurar no reino vizinho um aumento dos seus bens patrimoniais, ou meramente por razões políticas, tentando escapar à instabilidade que o Reino começou a viver sobretudo a partir de 1230. Contudo, estava presente em Portugal pelo menos no final do conflito que opunha o conde Afonso de Bolonha e Sancho II de Portugal. O conde, que Afonso apoiava, declarou-se vencedor da guerra em 1247, e o rei Sancho, que havia sido deposto por uma bula do Papa Inocêncio IV, sai definitivamente de Portugal e refugia-se em Toledo, Reino de Castela, onde falece no ano seguinte. Afonso só se começa a designar III após a morte do irmão, usando até então o título de Regente de Portugal.
Entre 1246 e 1253 Afonso Lopes parece deslocar-se várias vezes na fronteiraː é certo que veio a integrar o exército do infante Afonso de Molina, irmão de Fernando III de Castela, participando na Reconquista leonesa-castelhana de importantes cidades andaluzas como Jáen, que caiu em mãos cristãs nos últimos dias de fevereiro de 1246, e Sevilha, definitivamente conquistada a 23 de novembro de 1248, da qual recebeu Repartimientos, isto é, bens na cidade recém-conquistada. Entre ambas as conquistas terá estado em Portugal, pois entre novembro de 1246 e setembro de 1247 surgiu respetivamente com as tenências de Lamego e Numão, e em novembro de 1248 estava de novo a confirmar documentação portuguesa. 
Parece ter regressado a Sevilha uma última vez, depois de outubro de 1253, com os seus primos maternos, companheiros de armas e igualmente beneficiados com bens naquela cidade, Lourenço Pais de Alvarenga e Gomes Pires de Alvarenga. 

## Ascensão na corte portuguesa e a família de Sousa
Eram os seus primeiros cargos como tenente, e, como se demonstrava já tradicional, não exerceu nenhum cargo superior ao tenencial. Viria, no entanto, a acumular estas tenências com outras que se sucederiam, tendo algumas delas uma relação estreita com a sua aliança matrimonial.
Com a recente ascensão de Afonso III ao trono, também Afonso Lopes se viu largamente recompensado com várias tenências, a partir de 1246, com especial destaque para as de Sousa, Riba Minho e Lamego, e ainda com um assento no conselho régio.
Sabe-se que foi nomeado alcaide de Alenquer, em data contudo incerta. A 12 de setembro de 1275, na qualidade de tenente de Riba Minho, entrou em contenda com o concelho de Caminha que lhe negava o pagamento da renda e não reconhecia os direitos régios dessa terra. A sua última presença na corte datará de 5 de outubro de 1279, em Coimbra.

### Matrimónio
Ausente da corte desde 1248, terá sido por esta altura, certamente antes de 1251, que casou com Mor Gonçalves de Sousa, filha de Gonçalo Mendes II de Sousa. Este casamento foi frutífero para ambas as famílias, pois mantiveram-se unidas até à sua extinção (que curiosamente se terá dado na mesma alturaː a década de 80 do século XIII). Porém eram parentes próximos, pelo que obteve, a 11 de outubro de 1252, a bula Affectu benivolentia, com a qual obtinha do Papa a dispensa necessária para continuar casado. 
A data exata do matrimónio é disputadaː embora tradicionalmente se aponte 1223-24 para o enlace, os nubentes na verdade teriam de estar casados não muito antes de 1250, tendo em conta a data da bula.
O casal não teve descendência, pelo que os bens de ambos passaram maioritariamente para mosteiros que patrocinavam (com especial destaque para o Mosteiro de Salzedas) e para a Coroa de Portugal
.

### Acesso à cultura trovadoresca

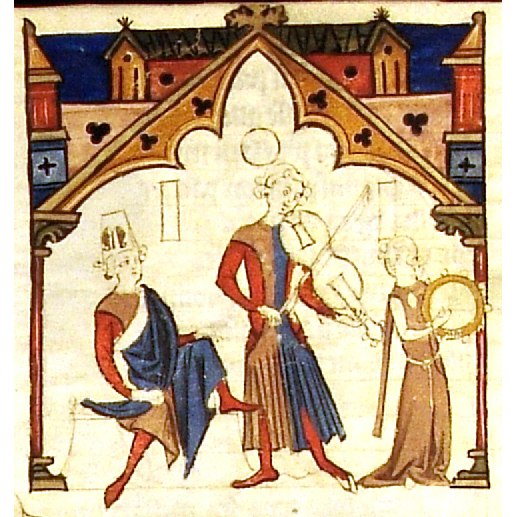
Trovadores, representados no Cancioneiro da Ajuda.

A corte da família de Sousa começara a afirmar-se, desde a segunda década do século, como um centro de cultura trovadoresca, que patrocinava desde o regresso do exílio. Afonso Lopes, graças ao seu matrimónio, esteve ligado a variados trovadoresː o tio da sua esposa, Garcia Mendes II de Sousa, e os filhos deste, Gonçalo Garcia e Fernão Garcia, bem como vários outros trovadores, de menor estatuto, que frequentavam o paço senhorial desta linhagem.
O ambiente geralmente régio em que se centrava esta atividade deparava-se, assim, em Portugal, com um ambiente mais senhorial, que era o que de facto recebia e fazia florescer o trovadorismo, na língua vernácula (galego-português), em oposição à preferência da cúria régia pelo latim tradicional que continuava a manifestar-se em documentos desta proveniência.

#### Obra

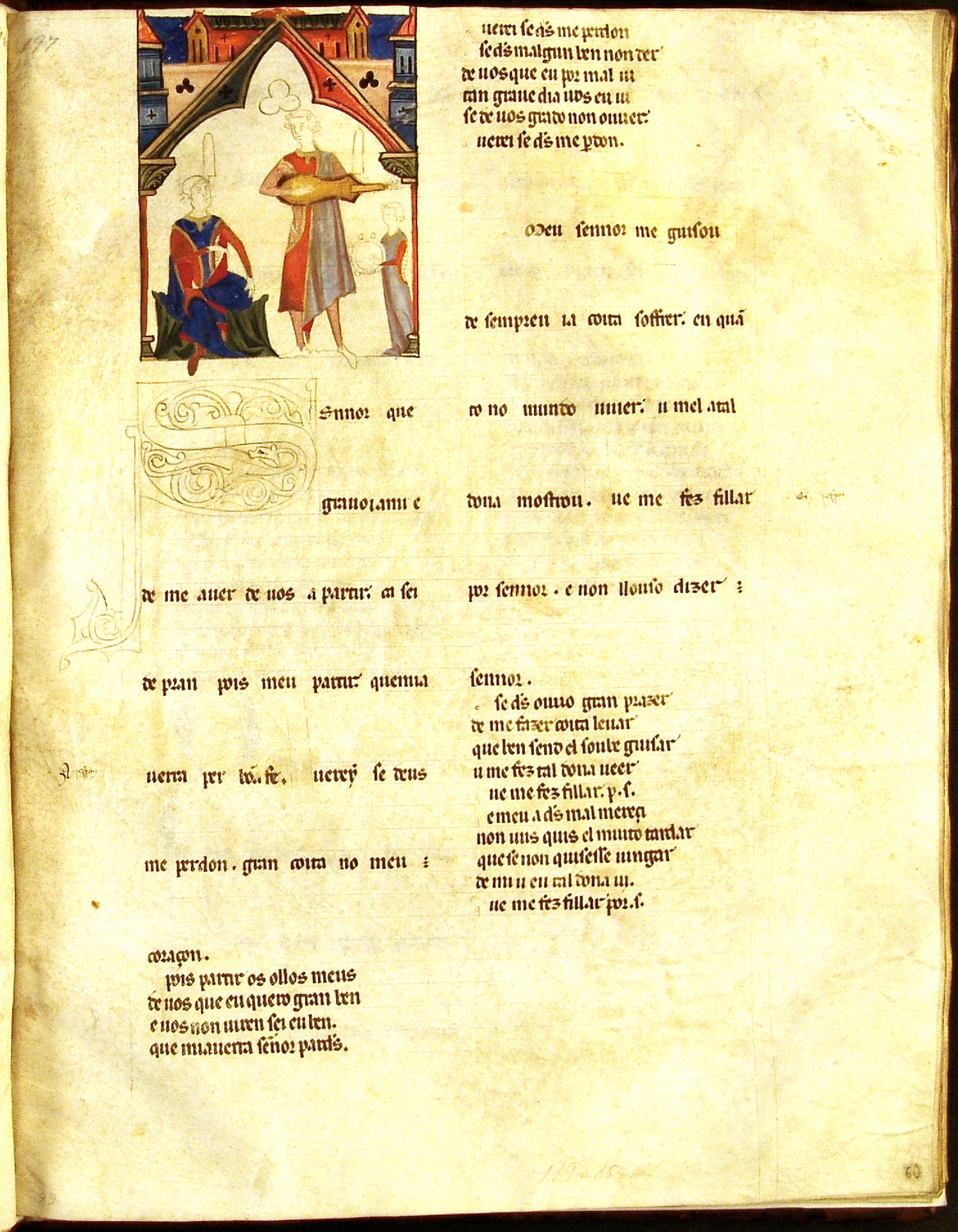
Fólio do Cancioneiro da Ajuda, que integra as cantigas Senhor, que grav'hoj'a mi é, e O meu Senhor [Deus] me guisou.

Afonso, para além de rico-homem e poderoso senhor, foi também um trovador, como o comprova a sua prolífica obraːquatro cantigas de amor, quatro de amigo e quatro de escárnio e maldizer.
- Deu ora el-rei seus dinheiros  (Texto na íntegra e Análise)
- Disserom-mi ũas novas de que m'é mui gram bem  (Texto na íntegra e Análise)
- Em Arouca ũa casa faria  (Texto na íntegra e Análise)
- Fui eu, fremosa, fazer oraçom  (Texto na íntegra e Análise)
- Ir quer'hoj'eu, fremosa, de coraçom  (Texto na íntegra e Análise)
- Madre, des que se foi daqui  (Texto na íntegra e Análise)
- O meu Senhor [Deus] me guisou   (Texto na íntegra e Análise)
- Oí d'Alvelo que era casado  (Texto na íntegra e Análise)
- Sedia-xi Dom Belpelho em ũa sa maison  (Texto na íntegra e Análise)
- Senhor, que grav'hoj'a mi é  (Texto na íntegra e Análise)

Na cantiga de amor, Afonso introduz o tema da "coita", causado, quer pela partida da dama que não poderá voltar a ver quer pelo silêncio do namorado, que não ousa infingir o código comportamental cortês e revelar os seus sentimentos à poderosa senhor. São so casos de Senhor, que grav’oj’a mi é e O meu Senhor [Deus] me guisou, respetivamente, que, sendo cantigas de refrão, seguem o esquema rítmico mais comum na poesia galego-portuguesa (abbacc).
A cantiga de amigo incide sobre a romaria (três das quatro) e a hipérbole da morte do amor, causada pelo atraso do amigo.Também cantigas de refrão, possuem uma maior diversidade métrica. Afonso Lopes recorre ao decassílabo, ao octossílabo grave e agudo, ao endecassílabo com heptassílabo, e ainda um momento em que insere um verso de treze sílabas.
As cantigas satíricas refletem sobre variadas temáticas. Numa das cantigas troça de um homem de apelido Alvelo pela sua aversão ao matrimónio (de que é causa a sua alegada homossexualidade). Na trova En Arouca űa casa faria, Afonso utiliza as metáforas de casa e madeira nova, para expressar o desejo de uma jovem freira, pedindo-a à então abadessa de Arouca e sua tia, Mor Martins de Riba de Vizela. Paio Gomes Charinho responde a esta cantiga num tom lúdico na sua obra Don Afonso Lopes de Baian quer. As restantes duas sátiras incidem na linhagem dos Briteiros, escarnecendo das humildes origens da família quando comparadas à grande projeção política que ganharam com Afonso III de Portugal, sendo que em Sedia- xi don Belpelho en űa sa maison, apresenta numerosos galicismos léxicos e sintáticos, que, combinados com a estrutura épica do texto, remete para a célebre Chanson de Roland.

## Morte e posteridade
O último documento que confirma refere-se a umas doações que fez em fevereiro de 1280. Faleceu a 3 de maio deste mesmo ano. Terá sido sepultado no Mosteiro de Salzedas, dado que nesse mosteiro celebra-se o seu aniversário mortuário.
Contudo, há uma possibilidade a contemplarː um documento de 1284 discrimina uma contenda que Afonso terá tido com a Sé de Lamego pelo testamento da sua falecida esposa, por bens em Lamego, na qual a Sé saiu vitoriosa.